# Крымская улица (Анапа)

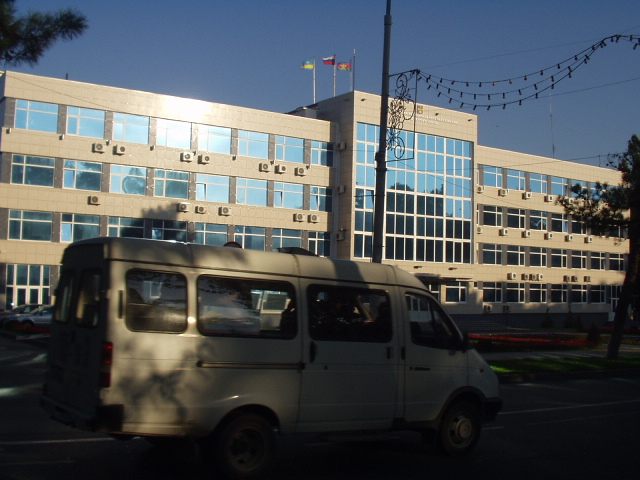
Анапа. Административное здание на Крымской улице

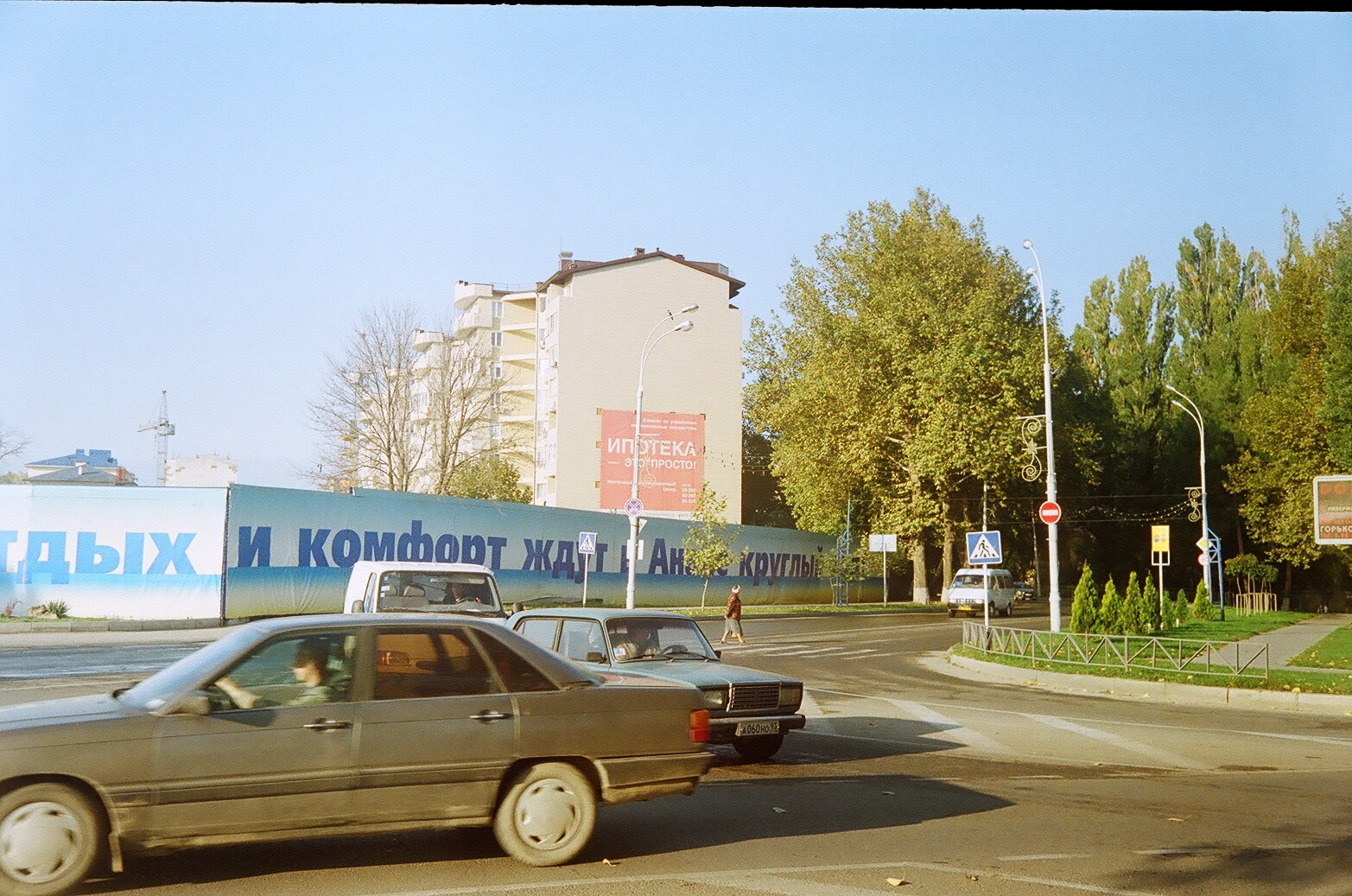
Анапа. Крымская улица

Одна из основных улиц Анапы северо-восточного направления. Начало улицы — отрезок от Таманской ул. до ул. Ивана Голубца, отделено от основной части территорией Областной больницы. Основная часть начинается от Черноморской ул., далее — до Крестьянской ул. (отрезок шоссе М25).
На Крымской улице расположены: здание администрации, узел связи, городской театр, авиа- и ж.-д. кассы и другие организации.

## Пересечения
| .                  | .                  | .                  |
| Крестьянская улица | Крестьянская улица | Крестьянская улица |
| ------------------ | ------------------ | ------------------ |
|                    | У                  |                    |
| Пролетарская       | Л                  | улица              |
|                    | И                  |                    |
| Первомайская       | Ц                  | улица              |
|                    | А                  |                    |
| Красно-зелёных     | .                  | улица              |
|                    | К                  |                    |
| Красноармейская    | .                  | улица              |
|                    | Р                  |                    |
| Гребенская         | .                  | улица              |
|                    | Ы                  |                    |
| Краснодарская      | .                  | улица              |
|                    | М                  |                    |
| Владимировская     | .                  | улица              |
|                    | С                  |                    |
| Астраханская       | .                  | улица              |
|                    | К                  |                    |
| Ленина             | .                  | улица              |
| 23,52              | А                  | 26,64              |
| Черноморская       | .                  | улица              |
| .                  | Областная больница |                    |
| Ивана Голубца      |                    | улица              |
| 19,3               | Я                  | 20,2               |
| Таманская улица    |                    |                    |
| .                  |                    |                    |

## Организации на Крымской улице

### Органы власти
- Администрация города-курорта Анапа (Крымская ул., 99)

### Федеральные и городские службы
- Военкомат (Крымская ул., 150)
- Нотариальная контора (ул. Крымская, 177)

### Кинотеатры
- «Октябрь» (Крымская ул., 149б)

### Библиотеки
- Детская библиотека (Крымская ул., 83)

### Учебные заведения
- Профессиональное училище № 74 (Крымская ул., 101)

### Медицинские учреждения
- Центральная районная больница. Роддом (Крымская ул., 21)

### Дома отдыха
- «Нива 1» (Крымская ул., 22)
- Мини-отель Анапка 2 (Крымская ул., 41а)

### Кафе и бары
- «Ассиада» (Крымская ул., 115)
- «Белая шляпа» (Крымская ул., 149)

### Магазины
- Магазин № 2 (Крымская ул., 182)
- «Кулинария» (Крымская ул., 181)
- «Роза», продовольственный (Крымская ул., 151)
- «Детский мир» (Крымская ул., 177)
- «Книжный мир» (Крымская ул., 128)
- «Охотник» (Крымская ул., 83)
- «Товары для дома» (Крымская ул., 216)
- Центр семейного отдыха «Анапа-Русь» (Крымская ул., 216)